# Rapala rosacea
Rapala rosacea är en fjärilsart som beskrevs av De Nicéville 1889. Rapala rosacea ingår i släktet Rapala och familjen juvelvingar. Inga underarter finns listade.

## Bildgalleri

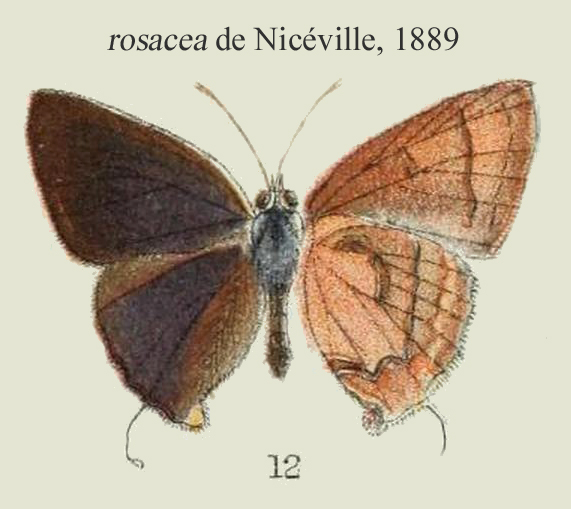